# 스토커 (2013년 영화)
스토커(Stoker)는 2013년에 개봉한 영국과 미국의 심리 스릴러 영화이다. 웬트워스 밀러가 각본을 맡고 박찬욱이 감독했다. 박찬욱의 첫 영어 작품이며, 토니 스콧의 사망 전 마지막 제작 영화이기도 하다.

## 줄거리
인디아 스토커는 18번째 생일, 갑작스런 아버지의 죽음으로 불안정한 어머니 에블린과 함께 남겨진다. 장례식에서 인디아는 아버지의 동생이자 존재조차 몰랐던 매력적인 삼촌 찰리를 만나게 된다. 찰리는 인디아와 에블린을 돕겠다며 집에 머무르기 시작하고, 인디아는 그의 존재에 불편함을 느낀다.
얼마 후, 인디아는 찰리와 가정부 맥개릭 여사가 다투는 것을 목격하고, 이후 맥개릭 여사가 사라진다. 찰리와 에블린은 가까워지지만, 인디아는 찰리를 계속해서 거부한다. 그러던 중 큰고모 그웬돌린이 방문하고, 찰리가 여행을 다녔다는 주장에 의문을 품으며 에블린에게 찰리에 대해 이야기해야 한다고 말한다. 그웬돌린은 불안감에 호텔을 바꾸지만, 공중전화 부스에서 찰리에게 살해당한다. 인디아는 냉장고에서 맥개릭 여사의 시신을 발견하고 찰리가 살인범임을 깨닫는다.
학교에서 인디아는 자신의 공격성을 드러내고, 자신을 괴롭히던 크리스 피츠를 연필로 찌른다. 이 일로 인해 휩 테일러라는 학생의 관심을 받게 되고, 휩과 숲에서 키스하던 중 휩이 인디아를 강간하려 하자 찰리가 나타나 휩을 살해한다. 인디아는 찰리의 살인을 돕고 휩의 시체를 묻는다. 샤워를 하면서 인디아는 살인의 기억으로 자위행위를 한다.
인디아는 아버지의 서재에서 발견한 열쇠로 잠긴 서랍을 열고, 찰리가 수년간 정신병원에서 보낸 편지들을 발견한다. 편지에는 그가 인디아를 향한 사랑과 자신의 여행에 대한 내용이 적혀 있었지만, 발신 주소는 정신병원이었다. 찰리는 인디아에게 진실을 이야기한다. 찰리는 어릴 적 동생 조나단을 질투해 모래 속에 묻어 살해했고, 그 때문에 정신병원에 수감되었던 것. 인디아의 18번째 생일에 풀려난 찰리는 아버지 리처드로부터 돈과 뉴욕 아파트를 받았지만, 가족에게서 떨어져 있으라는 조건에 격분해 리처드를 살해하고 교통사고로 위장했던 것이다.
충격과 분노에 휩싸인 인디아에게 찰리는 그녀를 위해 왔다고 말하며 하이힐을 선물한다. 인디아는 찰리를 용서하는 듯 보이고, 휩의 실종에 대한 경찰 수사에서 찰리가 알리바이를 제공하면서 둘은 더욱 가까워진다. 찰리는 인디아가 성인이 되었으니 함께 뉴욕으로 가자고 제안한다. 하지만 에블린은 인디아의 고통을 보고 싶어하고, 찰리에게 그의 과거를 알고 있음을 암시한다. 찰리는 에블린을 유혹한 후 살해하려 하지만, 인디아가 총으로 찰리를 쏜다. 인디아는 찰리의 시체를 뒷마당에 묻고, 찰리의 차를 타고 뉴욕으로 떠난다.
인디아는 과속으로 경찰에게 붙잡히고, 경찰에게 칼로 목을 찌른 뒤 숲에서 총으로 살해한다.

## 출연진
- 미아 바시코프스카 - 인디아 스토커 역
- 니콜 키드먼 - 이블린 스토커 역
- 매슈 구드 - 찰리 스토커 역
- 더멋 멀로니 - 리처드 스토커 역
- 재키 위버 - 궨덜린 "진" 스토커 역
- 루커스 틸 - 크리스 피츠 역
- 올든 에런라이크 - 휩 테일러 역
- 필리스 서머빌 - 맥개릭 부인 역
- 랠프 브라운 - 하워드 보안관 역
- 쥐디트 고드레슈 - 자캥 선생님 역